# Parafia św. Anny w Krasnej Łące
Parafia św. Anny w Krasnej Łące – parafia rzymskokatolicka z siedzibą w Krasnej Łące, w diecezji elbląskiej. Założona w XIII wieku.
Kościół parafialny w Krasnej Łące został wybudowany w XIV wieku, przebudowany w XVII–XIX wieku. W miejscowości Cieszymowo znajduje się kościół filialny.

## Zasięg parafii
Do parafii należy 1370 wiernych z miejscowości: Krasna Łąka, Cieszymowo, Balewko, Balewo, Blunaki, Dworek, Linki, Nowe Minięta, Olszak oraz Perklice. Tereny te znajdują się na obszarze powiatu sztumskiego: w gminie Mikołajki Pomorskie, gminie Dzierzgoń i gminie Stary Targ.